# Ammon de Nicolaï
Ammon de Nicolaï est un prélat français, évêque de Senez de 1390 à 1397[réf. nécessaire].